# Ziller
Lo Ziller è il fiume che percorre la Zillertal nel Tirolo austriaco.
Nasce nelle Alpi della Zillertal. A Mayrhofen riceve lo Zemmbach; presso Zell am Ziller riceve il Gerlosbach ed infine nei pressi di Strass im Zillertal si getta nell'Eno.